# Lluïsa Estivill
Lluïsa Estivill, nascuda Rosa Estivill Enríquez (Alforja, 14 de febrer de 1809 - Reus, 28 de novembre de 1879) fou una religiosa catalana, fundadora de la congregació de les Filles de la Caritat de Reus.

## Biografia
Als 17 anys entrà a l'orde de les Filles de la Caritat de Sant Vicenç de Paül i canvià el nom de bateig, Rosa, pel de Lluïsa, pel qual és coneguda. En aquell moment, aquesta congregació atenia els malalts de l'hospital de Reus i ensenyava en una escola per a nenes pobres. Com va passar amb altres poblacions catalanes, les relacions entre les paüles i la junta que portava l'hospital no acabaren de ser bones, perquè es considerava que aquest orde seguia unes normes que escapaven del control de les institucions locals. Aquest rerafons es plasmà en les desavinences entre la superiora de l'hospital, Rita Pasqual, i Lluïsa Estivill, que tenien diferències importants.
El 1838, les monges de Sant Vicenç de Paül marxaren al convent de Tarragona i Estivill es negà a marxar-ne: amb un grup de companyes, continuà a Reus per continuar la feina amb els malalts de l'hospital i, sobretot, a l'escola per a nenes pobres que hi havia en aquell recinte. Poques religioses la van seguir però va refusar deixar la seva tasca especialment la del col·legi.
Hi va actuar l'arquebisbe de Tarragona, per tal d'apaivagar el conflicte. En aquesta línia, l'any 1848, Estivill canvià d'opinió i acceptà la regla comuna de Sant Vicenç, per tal de suavitzar la seva posició i la de les companyes, però no va voler tornar a conviure amb les paüles de Tarragona.
Coneguda la bona organització dels centres que ella dirigia, el 1851 l'Ajuntament de Tortosa li demanà ajut per al seu hospital i es decidí enviar-hi la germana Maria Rosa Molas i Vallvé, qui aprengué molt d'ella. Però aquest mateix any, la direcció del Real Noviciado de las Hijas de la Caridad de Madrid denuncià les dissidents i sol·licitaren que fossin obligades a sotmetre’s a l'orde o que els fos prohibit dur l'hàbit de les paüles. Inquiet per l'enrenou, fins i tot el governador de Tarragona va intervenir en l'assumpte, però l'informe que sobre ella va demanar a l'hospital va deixar-la en molt bon lloc.
Aleshores, Lluïsa se'n separà definitivament i fundà una nova congregació, amb el nom de Filles de la Caritat de Reus. En canvià l'hàbit, que serà un vestit negre amb esclavina d'estamenya, toca blanca amb una gasa negra per sobre, mitges negres i una capa també negra per a sortir, i rosari amb creu penjant de la cintura. La petita comunitat perdurà fins que el volum de feina impossibilità d'atendre les necessitats d'una manera convenient i l'Ajuntament de Reus va fer tancar, el 1857, l'escola per a nenes pobres. Lluïsa Estivill, en veure desaparèixer aquesta escola per la que havia lluitat tant, preferí de dissoldre la nova congragació, deixar l'hospital i crear una nova escola per a nens petits sota l'advocació de la Immaculada Concepció.
Sor Lluïsa era una dona molt coneguda a Reus. Tant és així que quan el general Martín Zurbano bombardejà la ciutat el 1843 (quan Joan Prim (amb Llorenç Milans del Bosch) es va pronunciar exigint la majoria d'edat d'Isabel II), veient el desastre que significava per a tothom, l'alcalde acompanyat d'alguns ciutadans, el prior de Sant Pere i sor Lluïsa Estivill amb dues monges de l'hospital, anaren a persuadir Prim perquè es rendís i poder així anar a parlamentar amb el general assetjador, per tal d'aconseguir la suspensió del bombardeig i impedir el saqueig que havia anunciat Zurbano, tot negociant una capitulació que no fos perjudicial per a Reus.
Quan mori el 28 de novembre de 1879, els diaris reusencs se'n feren ressò, lloant la seva vida dedicada als altres i en especial la seva valentia en la defensa de la ciutat.
La ciutat de Reus li ha dedicat un carrer